# Lonigo
Lonigo település Olaszországban, Veneto régióban, Vicenza megyében. Lakosainak száma 15 847 fő (2023. január 1.). Lonigo Arcole, Cologna Veneta, Montebello Vicentino, San Bonifacio, Val Liona, Sarego, Alonte, Gambellara, Orgiano és Zimella községekkel határos.

## Népesség
A település népességének változása:
| Lakosok száma | 16 485 | 16 466 | 15 847 |
|               | 2017   | 2018   | 2023   |